# Белоухий траурный какаду
Белоухий траурный какаду, или белоухий чёрный какаду (лат. Zanda baudinii), — вид птиц из семейства какаду.
Длина тела 56 см, длина крыла 38 см; вес до 800 г. Окраска оперения чёрно-бурая с зеленоватым оттенком, все перья окаймлены бело-жёлтым. В области уха расположено белое пятно, за которое попугай получил своё название. На хвосте имеется поперечная полоса тоже белого цвета. Хохол на голове состоит из широких перьев. Клюв очень широкий, намного превосходит длину; у самца — чёрный, у самки — цвета кости.
Обитает на юго-западе Австралии.
Населяют эвкалиптовые леса и заросли марры. Держатся мелкими (10—30 особей) и крупными стаями (до нескольких тысяч особей). До недавнего времени питались твёрдыми плодами банксии (Banksia). В настоящее время поедают семена приморской сосны, западно-австралийского и разноцветного эвкалиптов, яблоки и груши, семена и цветы марры, нектар, личинок насекомых. Часто совершают набеги на фруктовые сады. Попугаи издают резкие крики «уии-ла».
Пара формируется на всю жизнь. Гнездится в дуплах эвкалиптов и марры. В кладке 1—2 яйца, но родители выкармливают только одного птенца. Второй обычно умирает в течение 48 часов после рождения. Оперяется птенец к 10—11 неделе, но держится рядом с родителями весь год (до следующего сезона размножения).
В природе насчитывается не более 10—15 тыс. особей.
Продолжительность жизни в неволе до 50 лет.